# Académie des sciences de Chicago
 (décembre 2024).
L'Académie des sciences de Chicago (ou Chicago Academy of Sciences) a été fondée en 1857 sous la direction de Robert Kennicott (1835-1866) et de William Stimpson (1832-1872).
L'institution se flattait d’avoir rassemblé lune des plus riches collections d'histoire naturelle d'Amérique. Celles-ci, ainsi que la bibliothèque, furent totalement détruites lors du grand incendie de 1871. L'Académie reconstruit un immeuble mais elle perd celui-ci lors de la dépression économique des années 1880. Ce n'est qu'en 1894, que l'institution devient à nouveau propriétaire d'un bâtiment dans le quartier du parc qui s'enorgueillit d'offrir aux visiteurs les premiers dioramas ainsi qu’un planétarium.
Après une longue période, les activités muséologiques reprennent en 1958 sous l'impulsion de William John Beecher (1914-2002) qui rénove tant les installations que les programmes. En 1999, l'Académie ouvre un nouveau muséum, le musée de la nature Peggy Notebaert (en), dans  le quartier du Lincoln Park's North Pond. Le muséum est spécialisé sur l'écologie et l'histoire naturelle.

## Quelques repères historiques
La Smithsonian Institution de Washington a été créée en 1846, onze ans avant l’Académie des sciences de Chicago, en quelque sorte sous son aval. Son premier directeur, Robert Kennicott (1835-1866) était le protégé de Spencer Fullerton Baird (1823-1887), le directeur de l’institution de Washington.